# نومبراشت
نومبراشت (به آلمانی: Nümbrecht) یک شهر در آلمان است که در اوبربرگیشر کرایس واقع شده‌است. نومبراشت ۱۷٬۳۹۳ نفر جمعیت دارد.